# Каролина Луиза фон Хесен-Дармщат
Каролина Луиза фон Хесен-Дармщат (на немски: Karoline Luise von Hessen-Darmstadt; * 11 юли 1723, Дармщат; † 8 април 1783, Париж) е принцеса от Хесен-Дармщат и чрез женитба маркграфиня на Баден, художничка, колекционерка на изкуства, мецен и ботаничка.

## Живот
Тя е дъщеря на ландграф Лудвиг VIII фон Хесен-Дармщат (1691 – 1768) и съпругата му графиня Шарлота фон Ханау-Лихтенберг (1700 – 1726), дъщеря и наследничка на граф Йохан Райнхард III от Ханау. След смъртта на майка ѝ тя, братята и сестрите ѝ са възпитавани главно от баща им.
Каролина Луиза се омъжва на 28 януари 1751 г. в Дармщат за Карл Фридрих фон Баден (1728 – 1811), маркграф на Баден-Дурлах, от 1771 г. маркграф на Баден. Те резидират в новооснования от дядо му Карл III Вилхелм фон Баден-Дурлах през 1715 г. град Карлсруе в Маркграфство Баден.
Каролина Луиза владее пет езика. Обожателка е на Волтер, с когото си кореспондира. Резиденцията става по това време център на изкуството и мисълта в царството. Нейни гости са освен Волтер, Йохан Готфрид фон Хердер, Йохан Волфганг фон Гьоте и други.
Каролина Луиза известно време е чембалистка в маркграфската дворцова капела на Баден. Освен това тя е добра художничка и се интересува от природните науки. Занимава се интезивно с ботаника, зоология, физика, медицина, минералогия, геология и химия. В нейния дворец в Карлсруе тя има лаборатория, където прави експерименти. Тя е член на академията на изкуствата на Копенхаген.

## Деца
Каролина Луиза и Карл Фридрих фон Баден имат децата:
- Карл Лудвиг (* 14 февруари 1755, † 16 декември 1801), наследствен принц на Баден

∞ 1774 принцеса Амалия фон Хесен-Дармщат (1754 – 1832)
- Фридрих (* 29 август 1756, † 28 май 1817)

∞ 9 декември 1791 г. Христиана Луиза (* 16 август 1776, † 19 февруари 1829), дъщеря на херцог Фридрих от Насау-Узинген
- Лудвиг (* 9 февруари 1763, † 30 март 1830), велик херцог от 8 декември 1818
- син (* 29 юли 1764, † 29 юли 1764)
- Луиза (* 8 януари 1767, † 11 януари 1767)